# Eva Korpela
Eva Korpela (31 ottobre 1958) è un'ex biatleta svedese.

## Biografia
In Coppa del Mondo gareggiò dal 1985 al 1988, aggiudicandosi la coppa di cristallo nel 1986 e nel 1987.
In carriera prese parte a quattro edizioni dei Campionati mondiali, vincendo sette medaglie.

## Palmarès

### Mondiali
- 7 medaglie:
  - 1 oro (individuale[2] a Falun/Oslo 1986)
  - 3 argenti (staffetta a Falun/Oslo 1986; staffetta a Lahti/Lake Placid 1987; sprint[2] a Chamonix 1988)
  - 3 bronzi (individuale[2] a Egg am Etzl/Ruhpolding 1985; sprint[2] a Falun/Oslo 1986; staffetta a Chamonix 1988)

### Coppa del Mondo
- Vincitrice della Coppa del Mondo nel 1986 e nel 1987